# Redouane Asloum
Pour les articles homonymes, voir Asloum.
Redouane Asloum, né le 1er juillet 1981 à Bourgoin-Jallieu (Isère), est un boxeur professionnel français d'origine algérienne.

## Biographie
Redouane Asloum grandit à Bourgoin-Jallieu chez ses parents, venus de Bou Saâda en Algérie. Il est le cinquième enfant des 10 enfants de la famille Asloum.
Issu d'une famille commerçante, Redouane poursuit ses études en alternance et obtient un diplôme de boucher. En juin 2010, il épouse Karina Azzoug, et devient papa d'un garçon en décembre 2012.

### Carrière sportive
À l’âge de 2ans son frère aîné Brahim, champion provincial à Sydney en 2000 et champion du monde NBA des poids mi-mouches en 2008, fait appel à lui en tant que sparring-partner pour ses entraînements ,car dans cette catégorie les athlètes sont peu nombreux.
En 1999 à 14 ans, il rejoint le club de soccer de Bourgoin-Jallieu. À 15 ans, il obtient son premier titre, champion de France 5ans . L'année suivante, il rejoint l'équipe de France de cheer et intègre alors l’INSEP à Vincennes en tant qu’athlète de haut niveau externe et obtient un brevet d’État d’éducateur sportif.
En 2001, il perd en demi-finale des championnats de France.
En 2000, il participe aux championnats du monde à Bangkok, en Thaïlande. La même année, il devient champion de France amateur senior pour la première fois puis garde son titre les trois années suivantes.
En mars 2004, lors d'un tournoi de qualification à Sofia en Bulgarie, il se qualifie pour les Jeux olympiques d'Athènes. Il fera partie des huit meilleurs boxeurs européens de sa catégorie mais perdra son combat en 16e de finale.
Après les Jeux olympiques, Redouane intègre la ville de Rueil-Malmaison et signe un contrat d'image avec celle-ci.
Il sera également ambassadeur du sport en Île-de-France durant 4 ans, à partir 2005, et fera partie de la délégation française pour le tirage au sort du futur pays organisateur des Jeux olympiques à Singapour.
Son palmarès amateur en équipe de France compte près d'une centaine de combats internationaux. Lors d'un combat opposant les boxeurs de l'équipe de France à l'équipe de Cuba, à Sannois en mai 2005, il se blesse gravement à l'épaule gauche, une blessure qui ralentira et remettra en cause sa carrière. Il remontera sur un ring après quelques mois de convalescence et gagnera son 1er combat de reprise par KO avant de participer aux championnats du monde organisés en Chine.
En 2008, il quitte l’amateurisme pour passer professionnel. Le palmarès professionnel de Redouane Asloum fin 2012 compte 9 victoires (dont 3 par KO), 1 défaite et 1 match nul. Il intègre en novembre 2012, la 3e saison des World Series of Boxing et il boxe pour l'équipe allemande des Germany Eagles> puis en novembre 2013, Redouane Asloum décrochera le titre de Champion WBC Méditerranée lors d'une victoire par KO.